# ججيل
الجِجيل (بالأرمنية: Չեչիլ)‏، (بالتركية: Çeçil)‏ هي جبنة مجدولة منشأها أرمينيا. أقرب شبهاً بجبنة مُزرلة أو سولغوني وتصنّع على شكل حبال كثيفة تجدل على هيئة الرقم 8.
الجِجيل هي إحدى أنواع الأجبان التي تنتج في المرتفعات الأرمنية وتعرف أيضاً باسم هُسَتس أو تِل. تعجن الجبنة وتسحّب، ثم تمدّ برقة لتصبح ذات نسيج شبيه بلحم صدر الدجاج. تباع الجبنة مجدولة من حبال سميكة. تنضج جبنة الجِجيل في محلول ملحي ويغلب أن تُدخن قبل الاستهلاك. وتخلط أحياناً مع جبنة المُزارع أو أجبان مختلفة وتخزّن في جِرار أو قِرَب. تعرف هذه الجبنة بالجبنة الأرمنية أو السورية في الغرب. فقد نشرها اللاجئون الأرمن الذين استقروا في سورية بعد مذابح الأرمن عام 1915. كما تشتهر في روسيا الأَورُبّية.
المحتوى الغذائي:
- دهن — 5-10%
- ماء — 58-60%
- ملح الطعام — 4-8%

عادة ما تستخدم جبنة الجِجيل في أطعمة الحمية لانخفاض محتوى الدهون فيها